# 蒿慧杰
蒿慧杰（1968年10月—），男，汉族，河南中牟人，武汉大学法学学士，郑州大学在职公共管理硕士。曾任陕西省人民政府副省长，中共陕西省委宣传部长。现任中共陕西省委常委、延安市委书记。

## 简历
2008年11月任河南省财政厅副厅长，2013年11月任河南省政府研究室主任，2014年1月任河南省人民政府副秘书长。2016年2月任中共漯河市委副书记；2016年9月任中共漯河市委副书记、副市长、代市长；期间，他曾于2017年2月至5月，被抽调至中共中央第二巡视组任副组长，对吉林、内蒙古进行巡视回头看。2017年11月，任中共漯河市委书记；2021年7月转任中共驻马店市委书记。2021年9月，调任陕西省人民政府副省长。2022年5月，当选为中共陕西省委常委。同年6月，任省委宣传部部长。2023年1月，转任中共延安市委书记。